# Hemipogon luteus
Hemipogon luteus är en oleanderväxtart som beskrevs av Fourn.. Hemipogon luteus ingår i släktet Hemipogon och familjen oleanderväxter. Inga underarter finns listade i Catalogue of Life.